# まつゆき (護衛艦)
まつゆき（ローマ字：JS Matsuyuki, DD-130）は、海上自衛隊の護衛艦。はつゆき型護衛艦の9番艦。艦名は「松に降り積もる雪」に由来する。なお、艦艇名としては旧海軍通して初の命名である。
本記事は、本艦の艦暦について主に取り扱っているため、性能や装備等の概要についてははつゆき型護衛艦を参照されたい。

## 艦歴
「まつゆき」は、中期業務見積もりに基づく昭和56年度計画2,900トン護衛艦2218号艦として、石川島播磨重工業東京第1工場で1983年4月7日に起工され、1984年10月25日に進水、1986年3月19日に就役し、同日付で第2護衛隊群隷下に新編された第44護衛隊に「やまゆき」とともに編入され、呉に配備された。
1985年8月13日午後、相模湾での海上公試の際、前日に生起した日本航空123便墜落事故で事故機から離脱し、海上に落下した垂直尾翼部分を偶然発見し回収、事故原因解明に大きく寄与した。
一方、「まつゆき」が123便の航跡付近にいたことから、後日、123便の墜落に関与したとする陰謀説が流れた。この陰謀説は、2025年4月10日の参議院外交防衛委員会で取り上げられた。
1987年6月12日から11月11日、練習艦「かとり」を旗艦とする昭和62年度（第31回）遠洋練習航海（欧州～世界一周コース）に「やまゆき」と共に参加。12ヵ国、13寄港地を歴訪した。
1989年7月20日から7月27日、護衛艦「やまゆき」と共に、米海軍ミサイル巡洋艦「スタレット」等との日米士官候補生交歓訓練に参加する。
1992年、環太平洋合同演習 (RIMPAC) に参加。海上自衛隊から他に参加したのは、護衛艦「くらま」、「たちかぜ」、「さわかぜ」、「あさぎり」、「やまぎり」、「さわぎり」、「やまゆき」、補給艦「はまな」、潜水艦「もちしお」、HSS-2B哨戒ヘリコプター × 8機、P-3C哨戒機 × 8機。
1997年3月24日、隊番号の改正により第44護衛隊が第2護衛隊に改称。
同年4月21日から9月5日、練習艦「かしま」を旗艦とする平成9年度（第41回）遠洋練習航海（北米・南米西岸コース）に参加。その途上の8月29日、対空射撃訓練中に主砲が暴発、訓練弾により自艦の艦首に破孔が生じた。原因は砲製造修理業者の部品加工不良ならびに取り付け間違いと判明した。
1998年3月20日、第4護衛隊群第8護衛隊に編入。
2002年4月20日から9月9日、練習艦「かしま」を旗艦とする平成14年度（第46回）遠洋練習航海（北米コース）に練習艦「しまゆき」と共に参加。東京出港後、アメリカ、カナダ、メキシコ、パナマ、ドミニカ共和国、グアテマラの6ヵ国10寄港地を歴訪した。
2003年3月13日、呉地方隊第22護衛隊に編入。
2008年2月22日から3月21日まで、護衛艦「はまゆき」等とともに外洋練習航海部隊を編制して江田島湾出港後、東南アジア各地を歴訪。その途上の3月4日午前、ベトナムのホーチミン港に「はまゆき」と横付停泊中、ベトナム船籍の貨物船「Hailong45」に接触され、右舷に幅10cm長さ3mのすり傷がついた。
同年3月26日、自衛艦隊の大改編により第22護衛隊が第12護衛隊に改称され、護衛艦隊隷下に編成替え。
2010年3月15日、護衛艦隊第14護衛隊に編入され、定係港が呉から舞鶴に転籍。
2012年4月15日、練習艦隊内地巡航部隊として午前9時に大湊基地を出港後の午前11時5分ごろ、陸奥湾の夏泊半島の北北東約8キロの海上で、同基地から出港した「かしま」「しまゆき」と本艦3隻の練習艦隊見送りのため、低空を展示飛行中だった海上自衛隊第21航空群第25航空隊（大湊）所属のSH-60J哨戒ヘリ（8279号機：機長 宮永雅彦3佐）が「まつゆき」の左舷格納庫側壁にメインローターを接触させ、墜落した。この事故で機長が殉職、「まつゆき」も左舷格納庫の側壁を損傷し、実習幹部を「かしま」に移乗させた後、修理のため一時、練習艦隊を離れたが、ユニバーサル造船（現：ジャパン マリンユナイテッド）舞鶴事業所において2週間ほどで修理を済ませ、再度練習艦隊に合流した。
同年5月22日から10月22日、練習艦「かしま」を旗艦とする平成24年度（第56回）遠洋練習航海（東南アジア・中東・アフリカ東岸コース）に参加。14ヵ国、15寄港地を歴訪した。
2016年1月15日から3月2日までの間、インド海軍主催国際観艦式及び日米豪共同海外巡航訓練に参加した。
2021年4月7日、除籍。その総航程（航海した累積距離）は約79万3500海里（地球約40周分）にもなった。同日午前に行われた自衛艦旗返納式では、舞鶴地方総監伊藤弘海将が「激動の時代を駆け抜けた「まつゆき」が成し遂げた多大な成果と勝ち得た信頼は、決して忘れられることなく、海上自衛隊護衛艦部隊のDNAにしっかりと刻まれ、部内外で語り継がれていくと確信している」と訓示。式後、最後の艦長となった原弘章2等海佐は「「まつゆき」は私の入隊と同じ昭和61年に就役した同期。看取らせていただいたことは最良のことで感無量。「まつゆき」は常に働き続けた海自で一番強い船でした」と語った。最終所属は護衛艦隊第14護衛隊、定係港は舞鶴であった。
これにより、護衛艦籍のはつゆき型は全て除籍された。
式典後艦番号は塗りつぶされ、舞鶴基地近傍のブイに係留された。
2023年2月23日、民間えい船によりえい航され舞鶴を後にした。

### 歴代艦長
| 代 | 氏名         | 在任期間               | 出身校・期                                   | 前職                                  | 後職                                 | 備考                 |
| -- | ------------ | ---------------------- | -------------------------------------------- | ------------------------------------- | ------------------------------------ | -------------------- |
| 01 | 寺西 弘      | 1986.3.19 - 1987.3.15  |                                              | まつゆき艤装員長                      | くらま艦長                           |                      |
| 02 | 古賀勝彦     | 1987.3.16 - 1988.8.24  | 防大10期                                     | 開発指導隊群司令部幕僚                | 運用開発隊運用開発第5科長            |                      |
| 03 | 北村健造     | 1988.8.25 - 1989.7.31  | 防大12期                                     | 運用開発隊運用開発第5科長             | 海上幕僚監部調査部調査第1課          |                      |
| 04 | 渡部貞吉     | 1989.8.1 - 1991.3.24   | 防大11期                                     | 運用開発隊運用開発第1科長             | 第1護衛隊群司令部幕僚                |                      |
| 05 | 深田卓夫     | 1991.3.25 - 1993.8.19  | 防大17期                                     | 第1護衛隊群司令部幕僚                 | 海上自衛隊東京業務隊付               | 1993.7.1 1等海佐昇任 |
| 06 | 石井 奨      | 1993.8.20 - 1995.10.8  | 23期幹候                                     | 海上幕僚監部調査部調査第1課           | はるさめ艤装員長                     |                      |
| 07 | 塔岡道夫     | 1995.10.9 - 1997.9.28  | 防大17期                                     | 海上自衛隊第1術科学校教官 兼 研究部員 | 第2海上訓練指導隊砲術科長            |                      |
| 08 | 井ノ久保雄三 | 1997.9.29 - 1999.3.25  | 防大23期                                     | 呉基地業務隊補充部付                  | 海上自衛隊幹部学校付                 |                      |
| 09 | 山下万喜     | 1999.3.26 - 2000.3.23  | 防大27期                                     | せとぎり砲雷長 兼 副長                | 海上幕僚監部防衛部運用課             |                      |
| 10 | 児玉 功      | 2000.3.24 - 2001.10.14 | 防大20期                                     | 海上自衛隊第1術科学校教官             | 第2海上訓練指導隊                    |                      |
| 11 | 小野寺功     | 2001.10.15 -2002.9.19  | 防大22期                                     | 舞鶴地方総監部管理部人事課長          | たちかぜ艦長                         | 2002.7.1 1等海佐昇任 |
| 12 | 眞鍋浩司     | 2002.9.20 - 2003.7.31  | 防大28期                                     | かしま副長                            |                                      |                      |
| 13 | 清水博文     | 2003.8.1 - 2004.8.30   | 防大29期                                     | 統合幕僚会議事務局第5幕僚室           |                                      |                      |
| 14 | 山中邦明     | 2004.8.31 - 2005.6.23  |                                              |                                       |                                      |                      |
| 15 | 黒田全彦     | 2005.6.24 - 2006.8.29  | 防大34期                                     | 海上幕僚監部防衛部運用課              | 自衛艦隊司令部幕僚                   |                      |
| 16 | 甲斐義博     | 2006.8.30 - 2007.8.9   | 防大31期                                     | あさかぜ船務長 兼 副長                | 佐世保地方総監部管理部総務課長       |                      |
| 17 | 小林知典     | 2007.8.10 - 2008.8.21  | 防大34期                                     | きりしま船務長 兼 副長                |                                      |                      |
| 18 | 吉岡 猛      | 2008.8.22 - 2009.8.2   | 防大35期                                     | きりしま船務長                        | 統合幕僚監部防衛計画部計画課         |                      |
| 19 | 井上高志     | 2009.8.3 - 2010.8.4    | 東北学院大・ 43期幹候                        | 護衛艦隊司令部幕僚                    | 海上幕僚監部防衛部防衛課             |                      |
| 20 | 北川敬三     | 2010.8.5 - 2011.7.31   | 米国海軍兵学校 (US Naval Academy)・ 44期幹候 | 海上幕僚監部防衛部防衛課              |                                      |                      |
| 21 | 石田 徹      | 2011.8.1 - 2012.11.21  |                                              | 統合幕僚監部運用部運用第2課           | 自衛艦隊司令部幕僚                   |                      |
| 22 | 清水 徹      | 2012.11.22 - 2013.9.30 | 防大40期                                     | 第3護衛隊群司令部幕僚                 | 海上幕僚監部防衛部防衛課             |                      |
| 23 | 平野一照     | 2013.10.1 - 2015.5.17  |                                              | 佐世保海上訓練指導隊 船務航海科長     | 舞鶴地方総監部管理部                 |                      |
| 24 | 髙岡 智      | 2015.5.18 - 2016.8.21  |                                              | 自衛隊体育学校                        | あさひ艤装員長                       |                      |
| 25 | 齋藤一城     | 2016.8.22 - 2017.7.27  | 防大39期                                     | 海上自衛隊第1術科学校教官             | しらせ運用長                         |                      |
| 26 | 櫻井哲久     | 2017.7.28 - 2018.12.2  | 防大37期                                     | 佐世保海上訓練指導隊砲雷科長          | 佐世保海上訓練指導隊                 |                      |
| 27 | 牟田謙介     | 2018.12.3 - 2019.12.1  | 防大37期                                     | 海上自衛隊第1術科学校教官             | 大湊地方総監部                       |                      |
| 28 | 原 弘章      | 2019.12.2 - 2021.4.6   |                                              | ときわ副長                            | 護衛艦隊司令部幕僚 兼 自衛艦隊司令部 |                      |

## ギャラリー

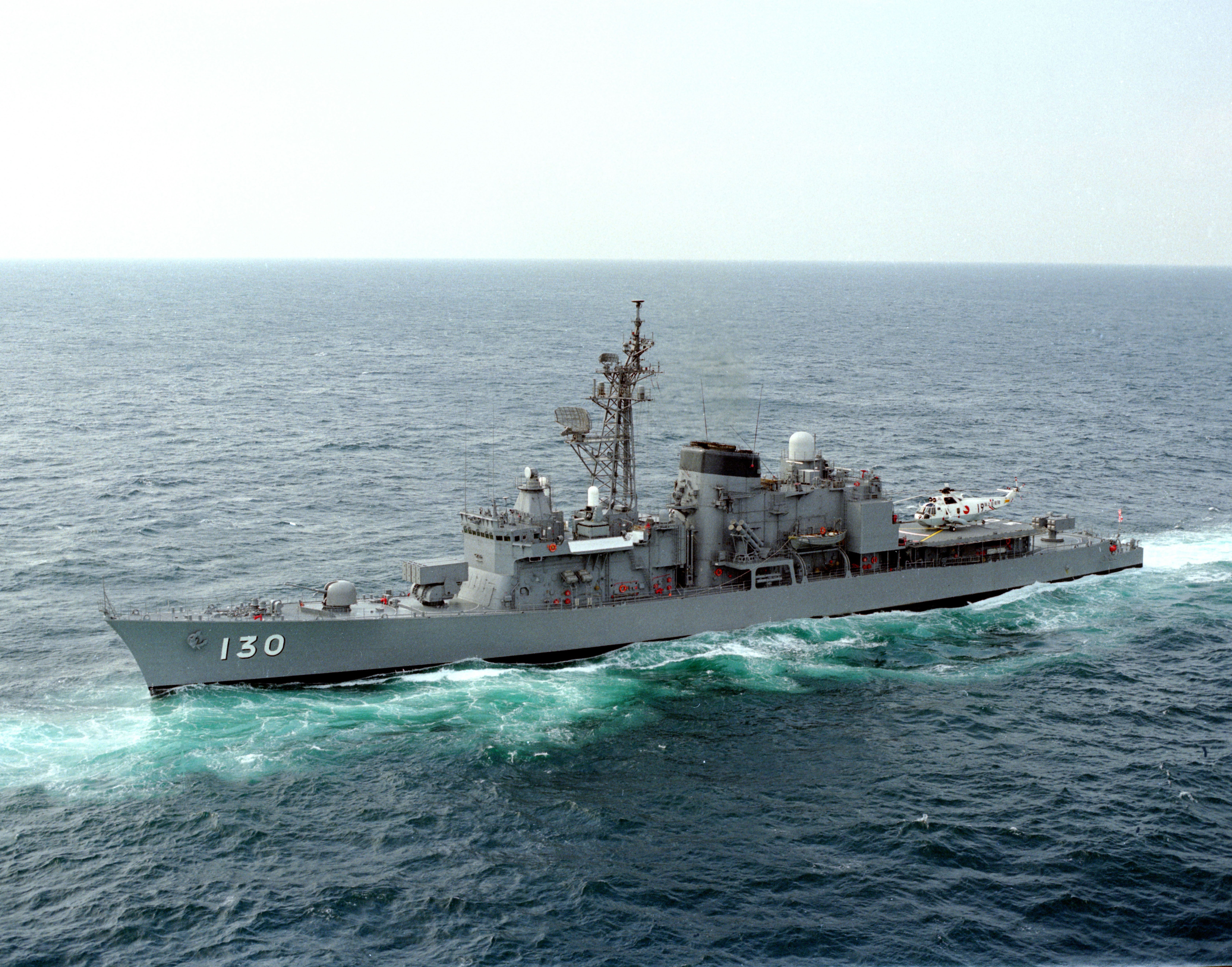
往年の姿。白側幕をつけているため、練習艦隊として行動中の撮影と思われる。搭載機は2世代前の哨戒ヘリ「HSS-2」。
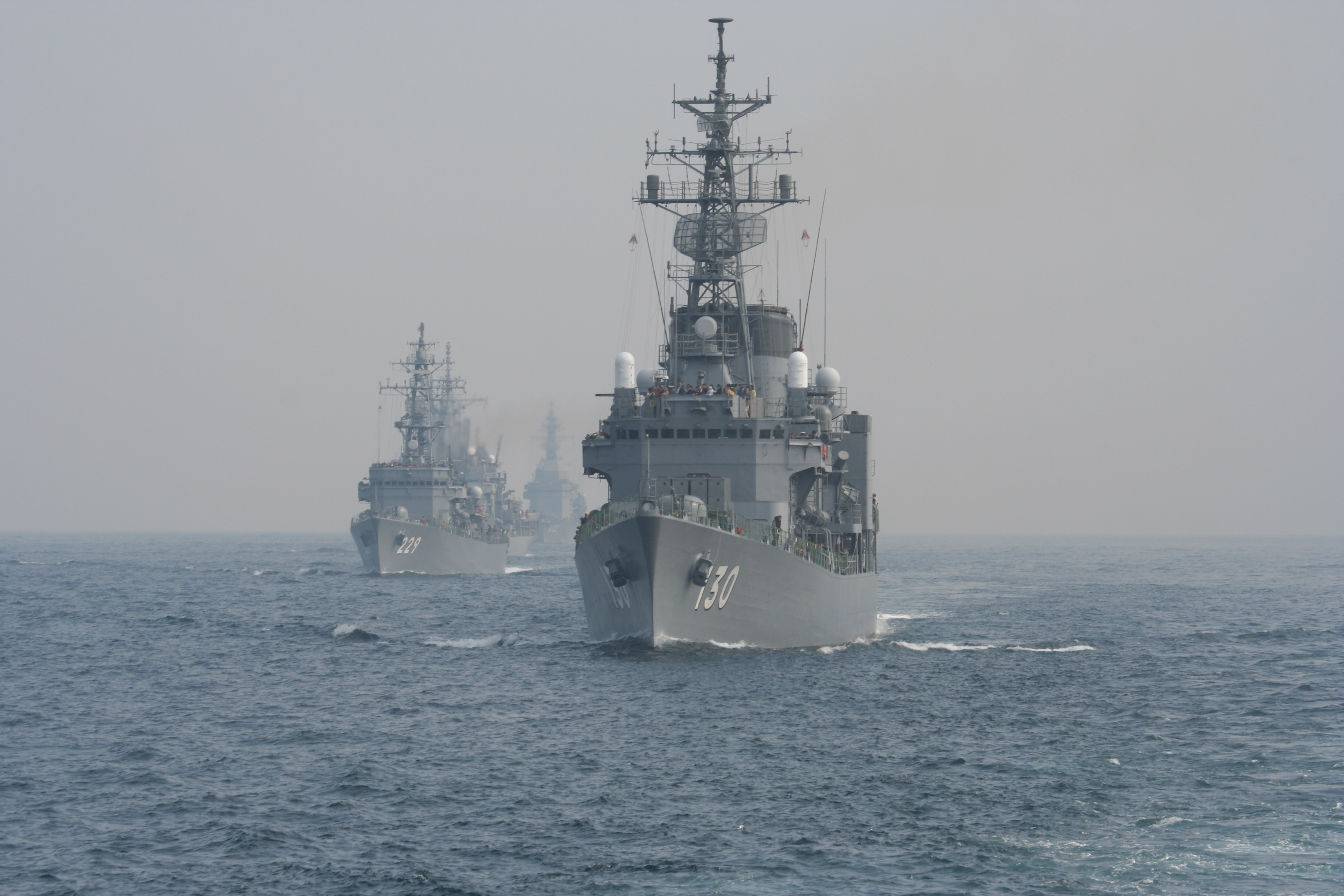
平成18年度自衛隊観艦式にて
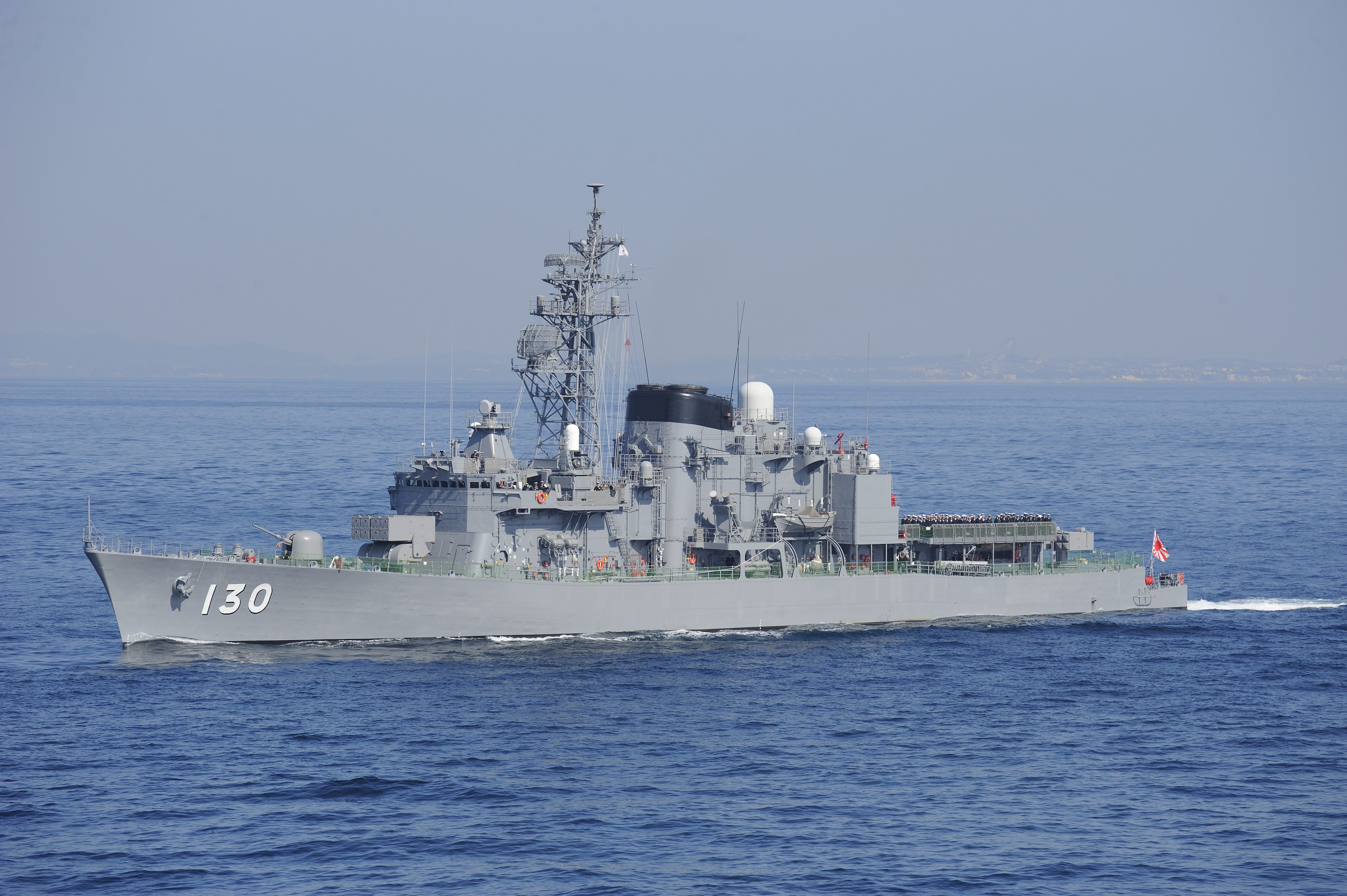
平成21年度自衛隊観艦式予行にて
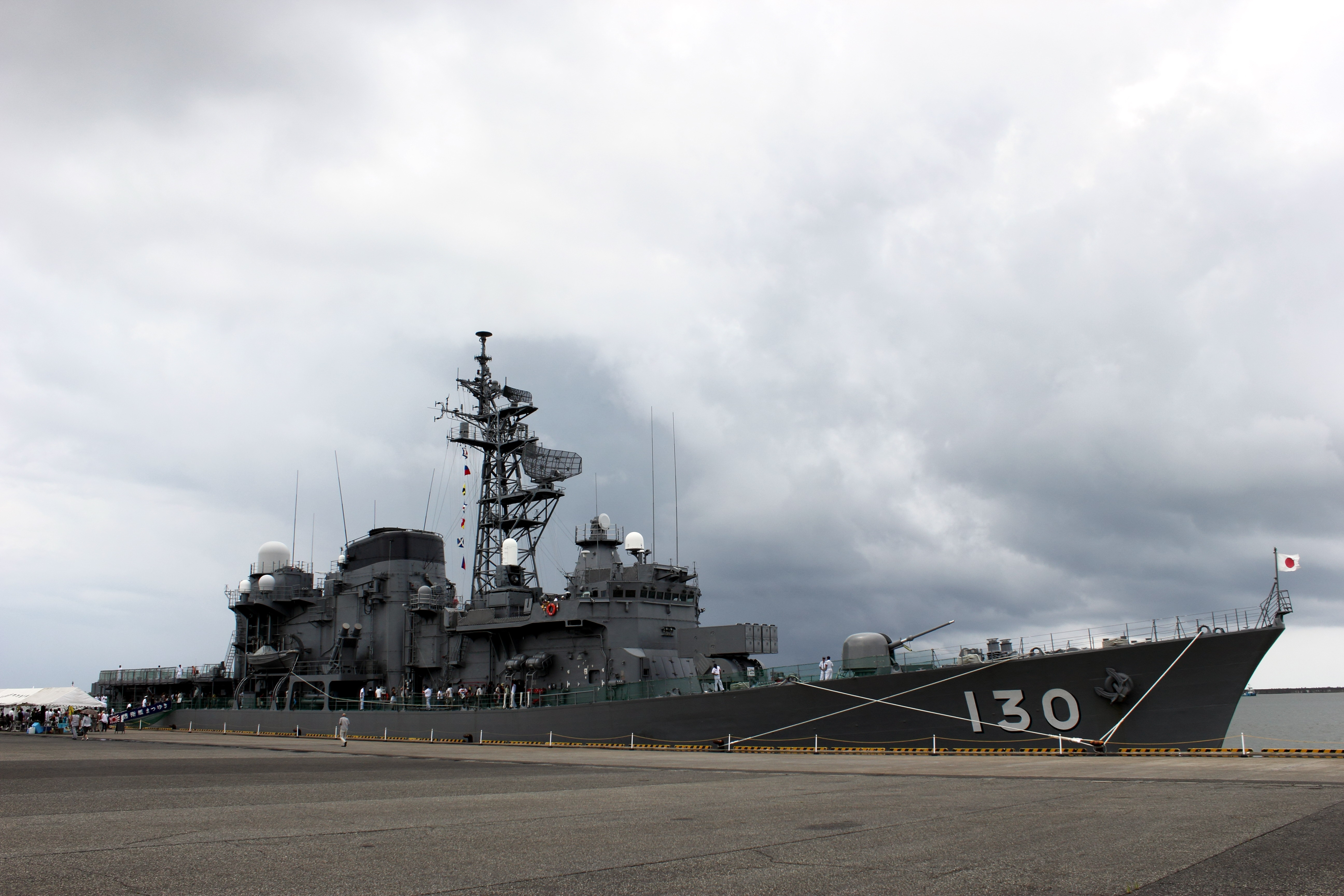
福井港にて一般公開時の「まつゆき」(2013/08/24)
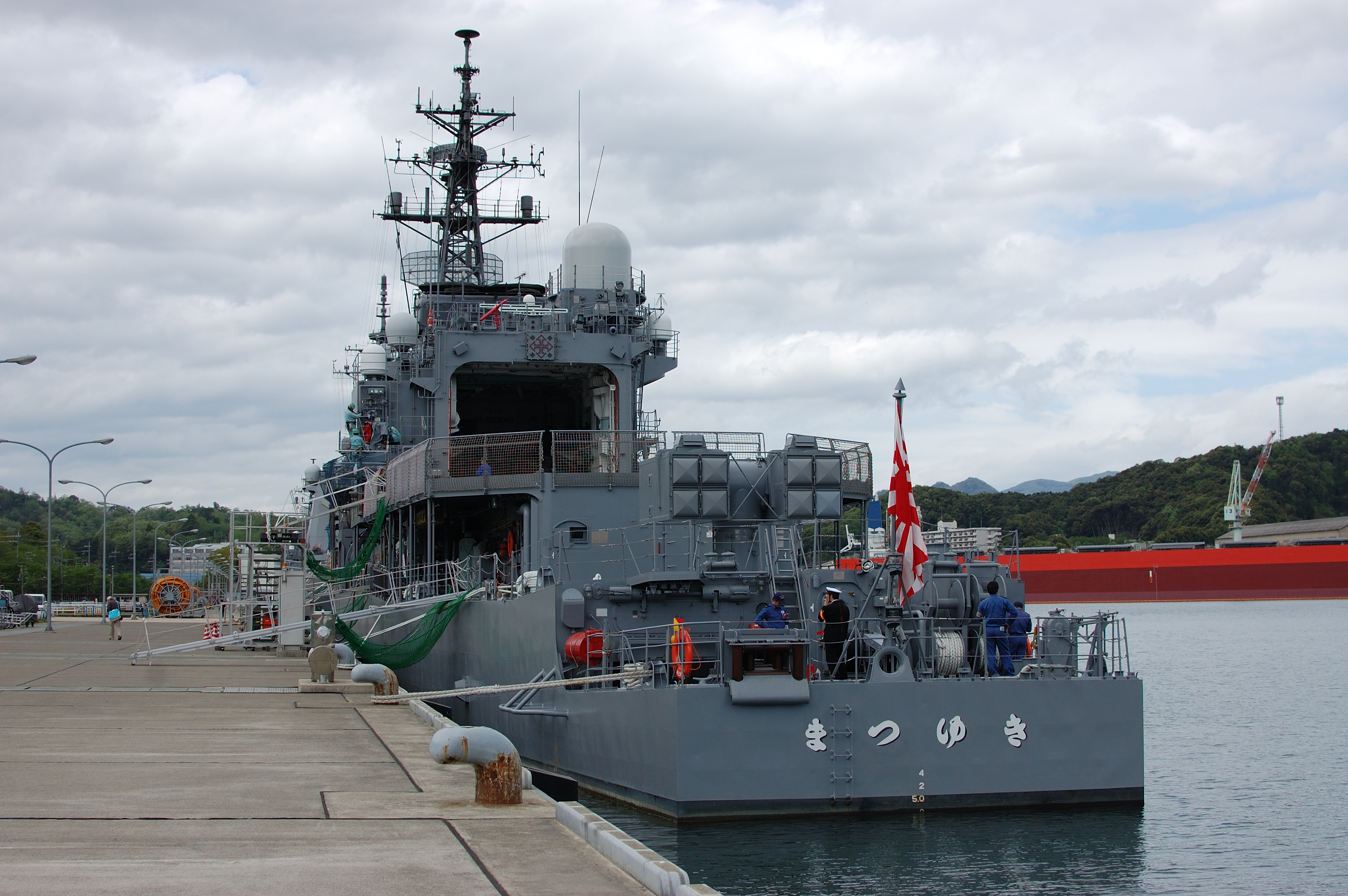
舞鶴に停泊中の「まつゆき」(2012年)
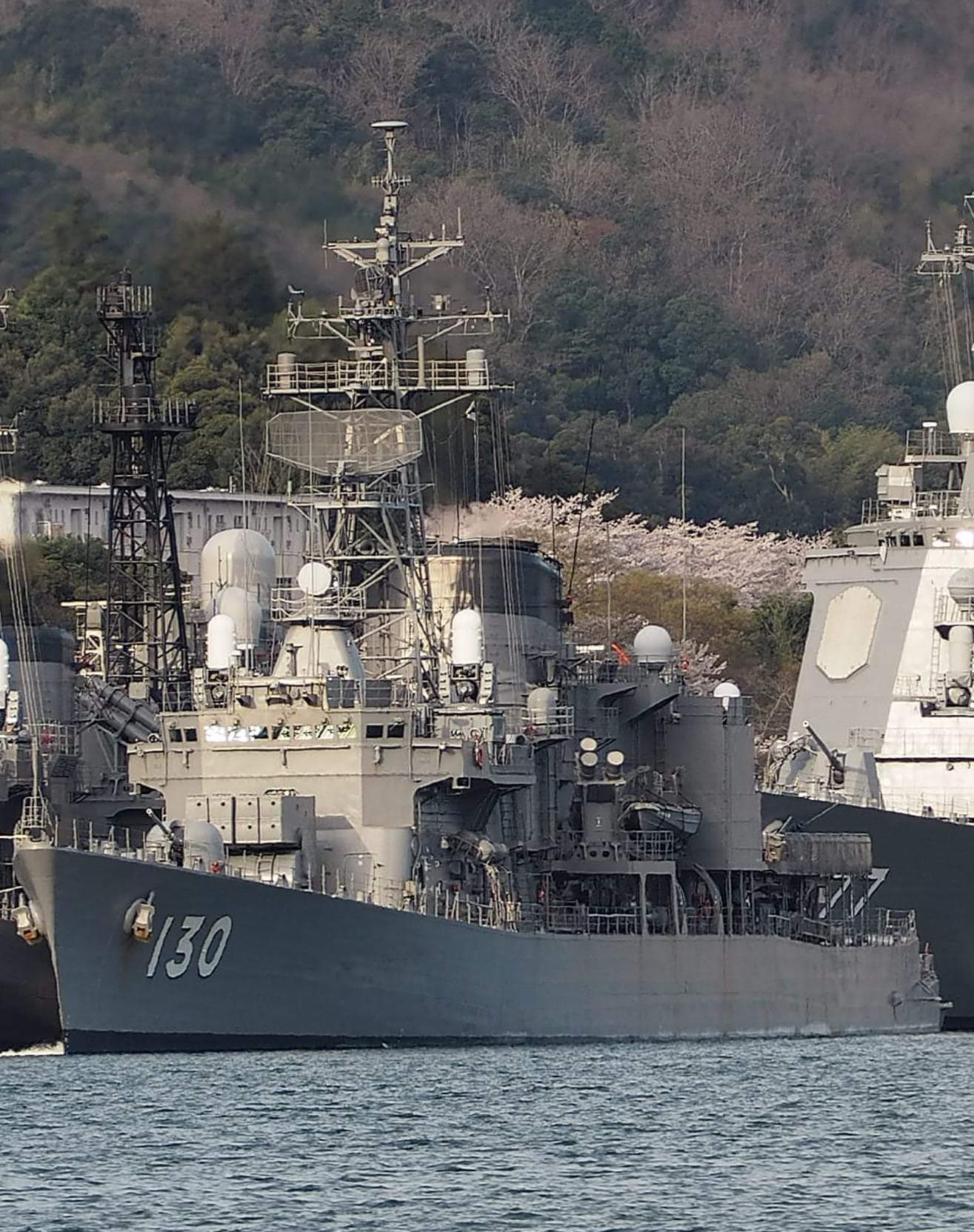
上甲板はユニークな波形のシアーラインを持つ
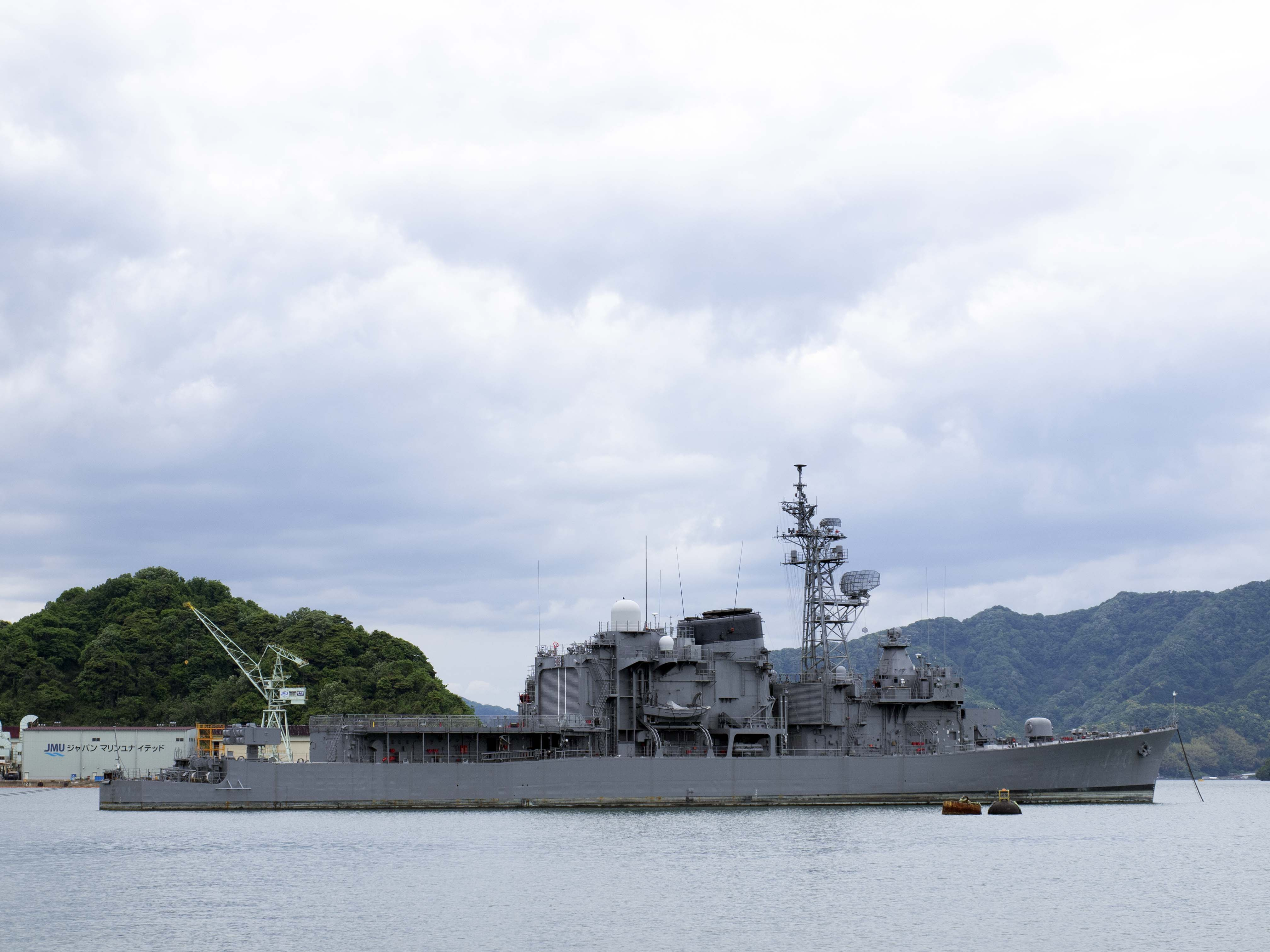
除籍後、舞鶴港の浮標に係留された「まつゆき」